# محور (تشريح)
محور (بالإنجليزية: Axis) هي الفقرة العنقية الثانية (C2) من العمود الفقري. تتصف بوجود النتوء السني على القسم الأمامي للسطح العلوي من جسمها ولهذا النتوء وجيه مفصلي على سطحه الأمامي للتمفصل مع الوجيه الموجود على السطح الخلفي للقوس الأمامي لفقرة الفهقة، حيث يترابط بأربطة تساعد على تثبيت الفقرتين، إن الشدة على الرقبة كالانحناء الحاد للأمام قد يسبب تمزق هذه الأربطة وهكذا تزاح المحور للأمام فتضغط أو تمزق الحبل الشوكي. تتحرك الفقرة الأولى مع الجمجمة على الفقرة الثانية لذا سميت بالمحور، وتمتلك هذه الفقرة جميع صفات الفقرة العنقية النموذجية مع نتوء شوكي قوي تتصل به العضلات التي تحرك الرأس.

## معرض صور

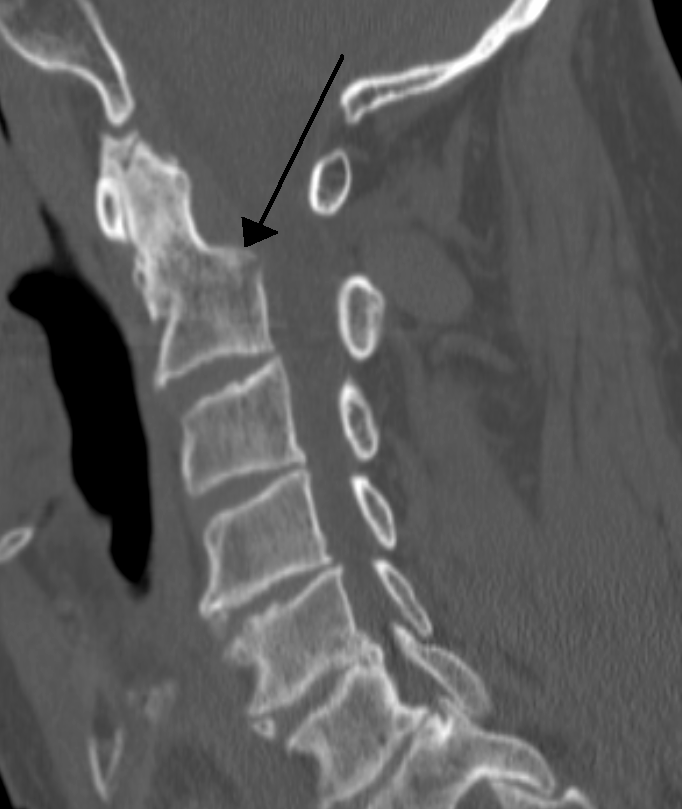
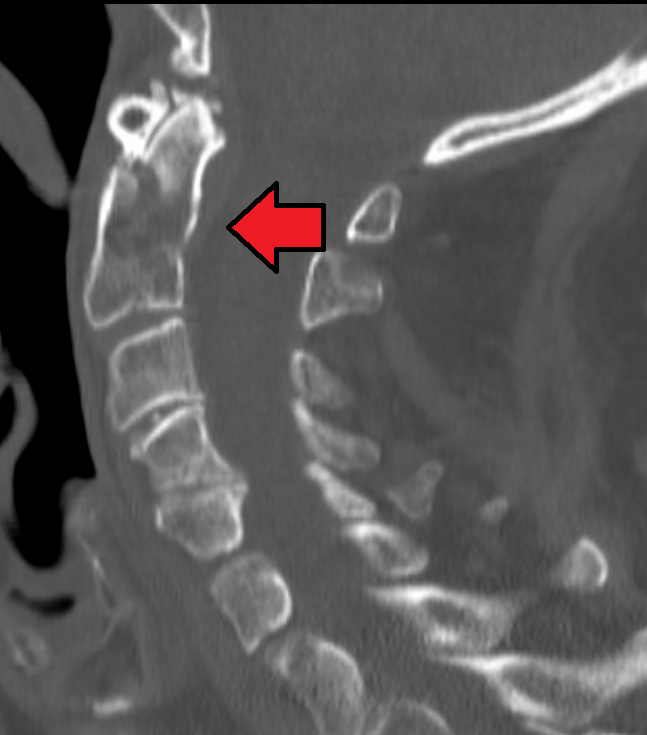
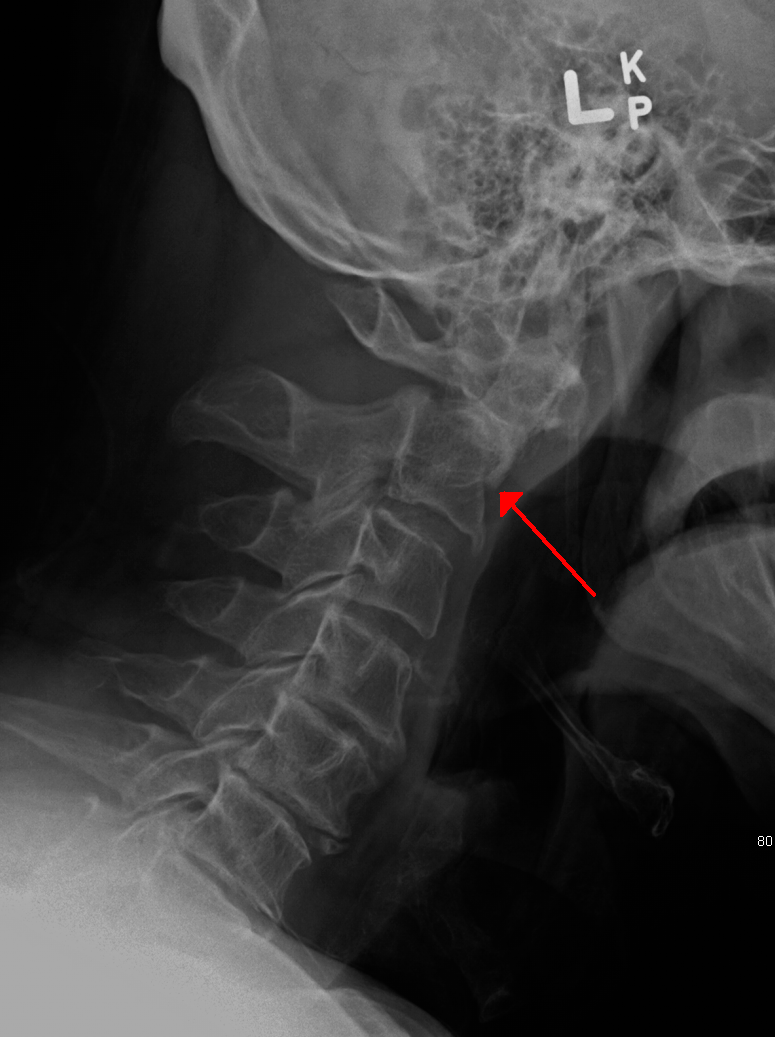
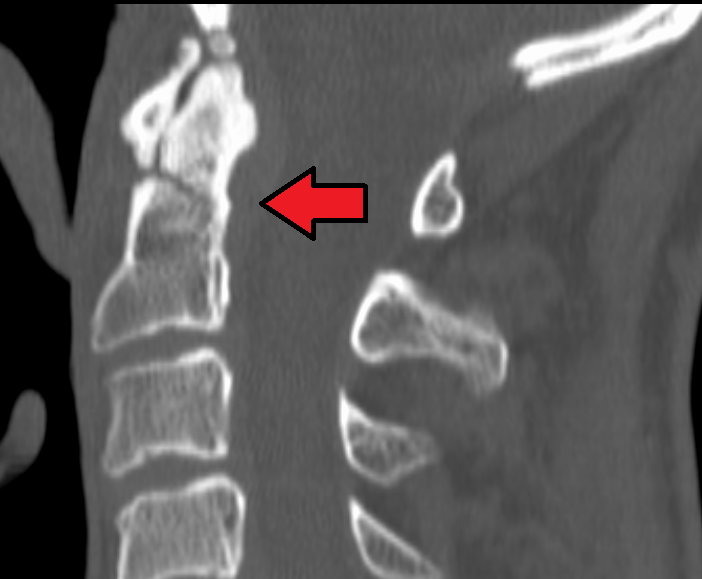